# Hijama

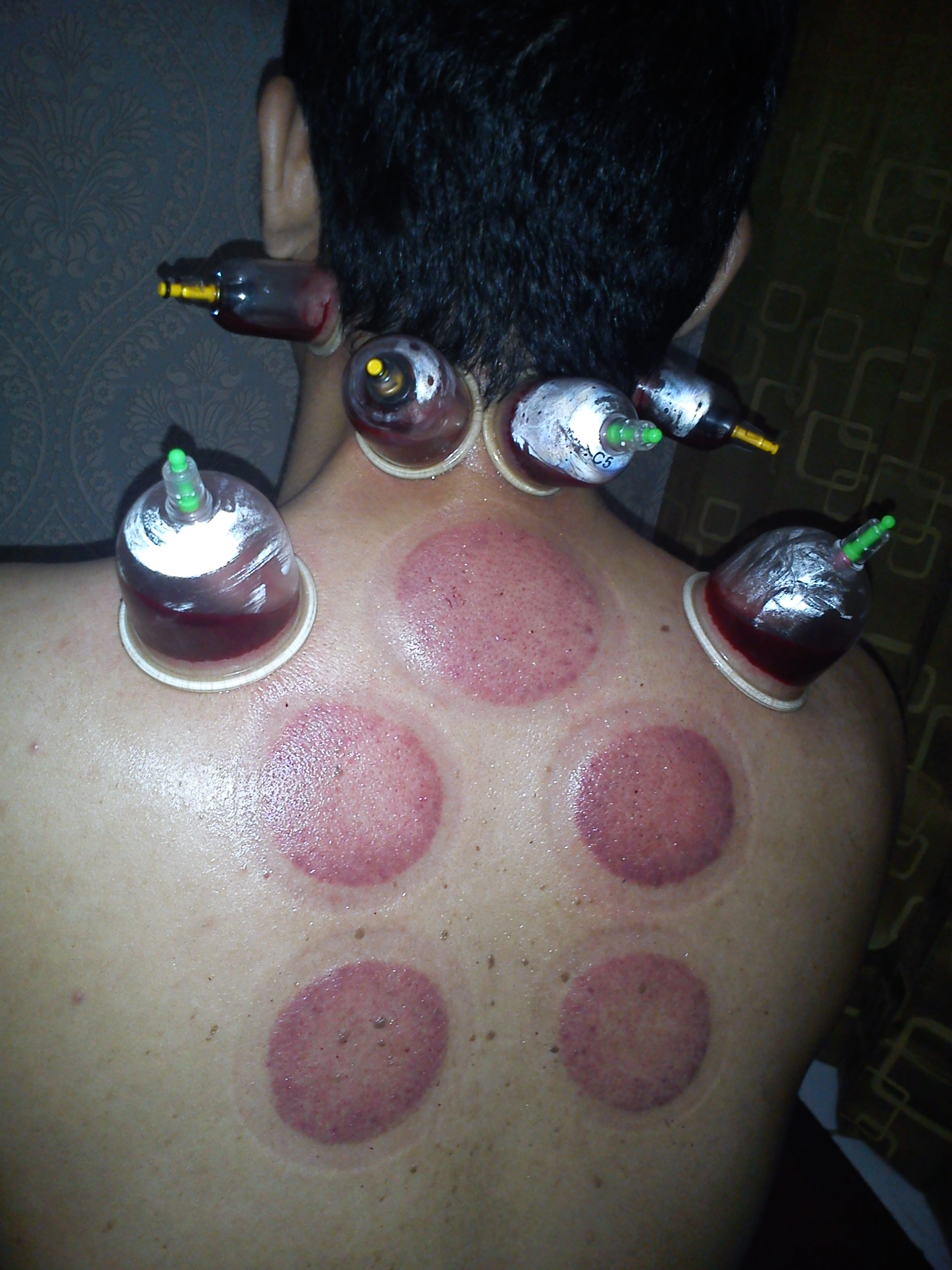
Hijama therapie

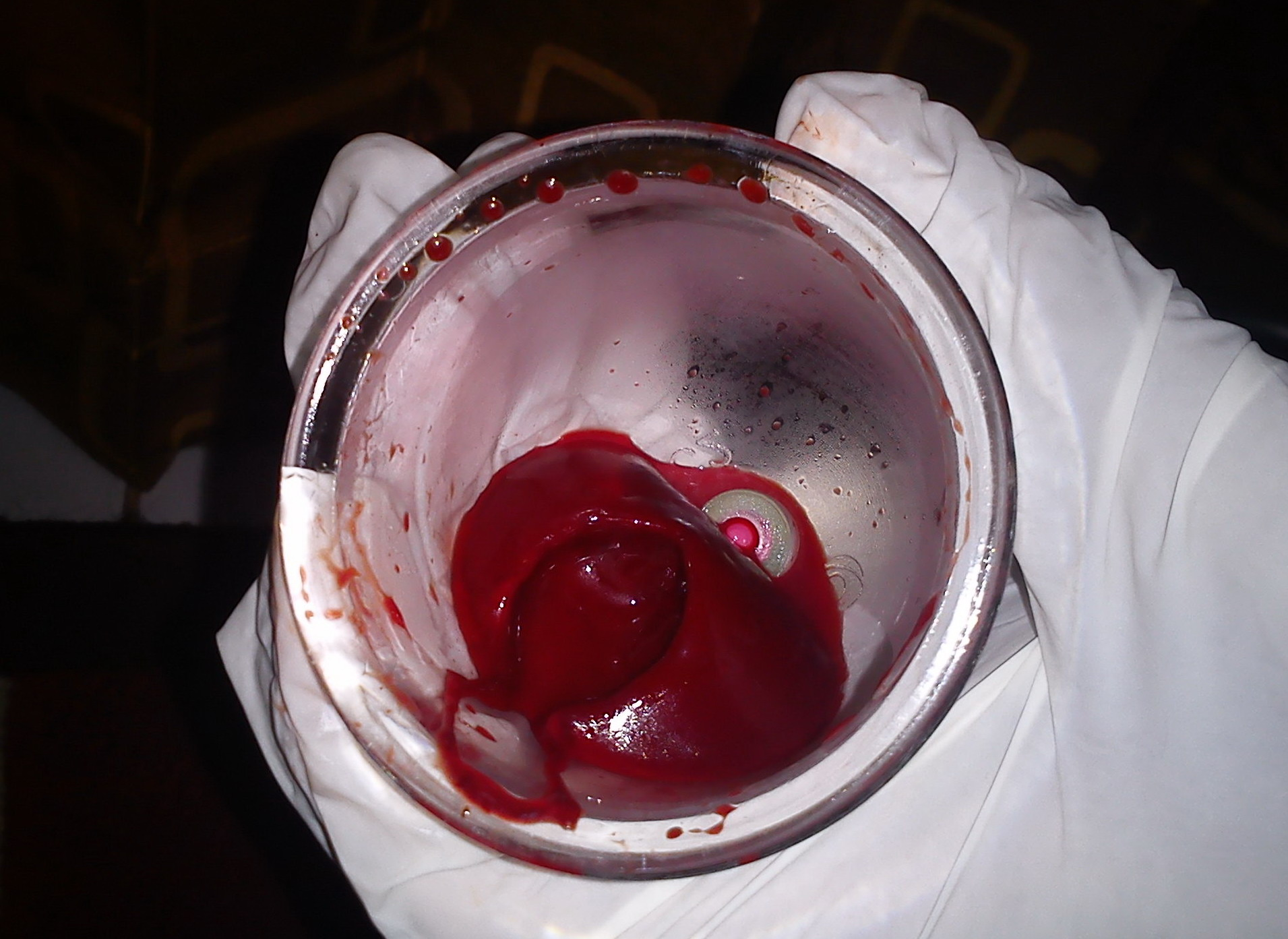
Onrein bloed na Hijama. Hoe donkerder de kleur, hoe vuiler het bloed.

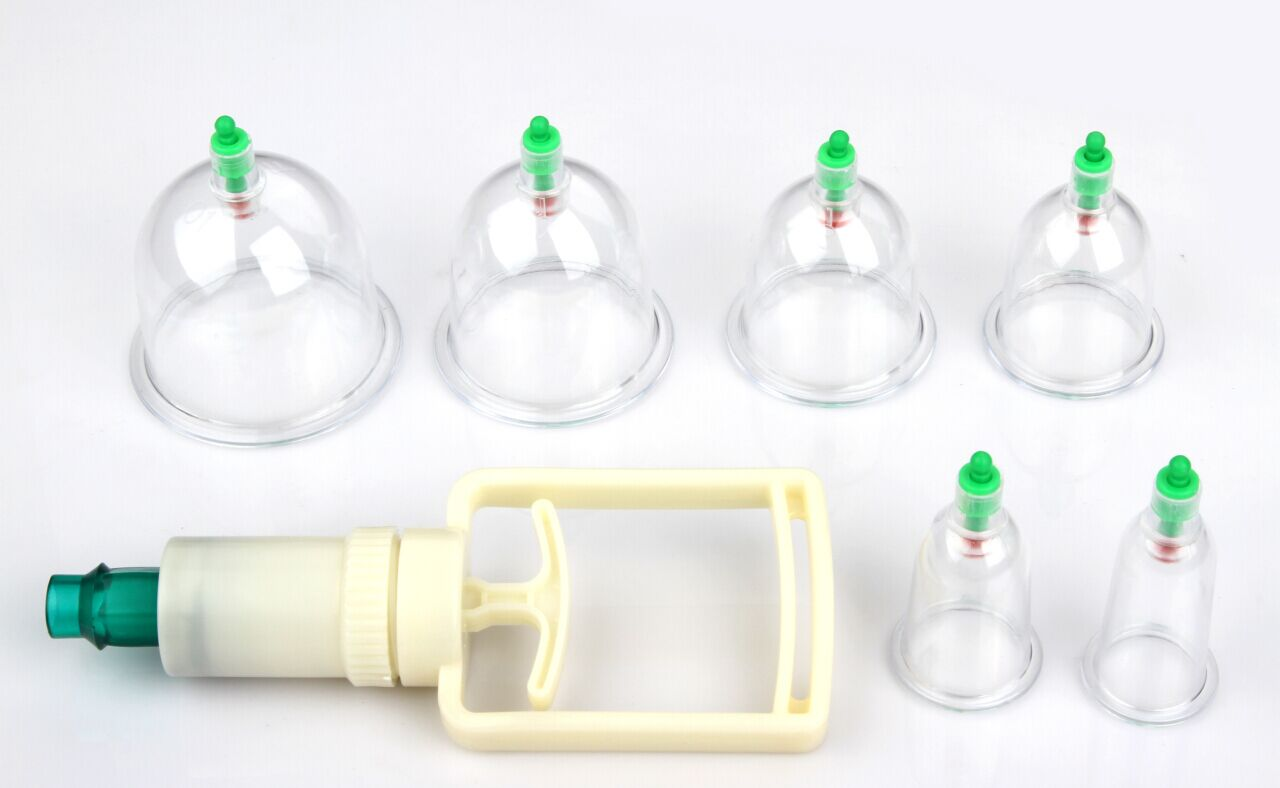
Hijama pistool met vacuümkoppen

Hijama (Arabisch: حجامة, "zuigen") is de Arabische benaming voor een alternatieve geneeswijze waarbij een vacuüm op de huid van een patiënt gecreëerd wordt en – in tegenstelling tot het dry-cupping – bloed door de daartoe beschadigde huid wordt afgenomen. De praktijk wordt door verschillende experts als gevaarlijke kwakzalverij beschouwd.
Wetcupping (hijama) is volgens de beoefenaren effectiever dan dry-cupping. Het verloren bloed dient te worden aangevuld door middel van water, honing en andere producten waarvan Hijama-beoefenaren veronderstellen dat die 'natuurlijk' bloed aanmaken.
Hijama wordt voor zeer uiteenlopende zaken ingezet zoals lage rugpijn, hoofdpijn, diarree en andere ziekten.
De plaats waar met hijama bloed werd afgenomen kan makkelijk geïnfecteerd raken tenzij de persoon een douche neemt binnen de 24 uur na de behandeling.

## Beoefenaars
Hijama bleef constant in de professionele medische behandeling in heel Europa. Het werd beoefend door onder anderen Claudius Galenus (131-200 n.C.), Paracelsus (1493-1541) en Ambroise Paré (1509-1590).

## Veiligheid
Hijama kan mislukken en infecties veroorzaken als er niet aan een aantal voorwaarden wordt voldaan.
- De ruimte waar het gebeurt, dient hygiënisch, tochtvrij en op kamertemperatuur te zijn.
- De mesjes mogen niet hergebruikt worden, ze moeten meteen weggegooid worden.
- De cups zijn persoonlijk en mogen niet door anderen gebruikt worden.
- De persoon die insnijdt, moet plastic handschoenen aanhebben.
- Hijama is niet geschikt voor zwangere vrouwen, bejaarde mensen en kinderen onder 15 jaar.[bron?]

## Overleveringen
Cupping wordt genoemd in een aantal overleveringen van de Profeet Mohammed.
Abdullah ibn Abbas vertelde dat de Profeet Mohammed zei: "Genezing ligt in drie zaken: het drinken van honing, de insnijding door degene die hijama verricht en het branden met vuur, maar ik verbied mijn gemeenschap het branden met vuur." (Sahih Bukharie, Hadith 5269)
Abu Hurairah vertelde dat de Profeet Mohammed (vrede en zegeningen van Allah zij met hem)zei, “Als je hijama ondergaat op de 17e, 19e of de 21e dag (van de islamitische kalender) dan zal het een genezing zijn voor iedere ziekte." (Sunan Abu Dawud, Hadith 3861)

Abdullah ibn Abbas heeft overgeleverd: De Profeet liet hijama op zijn hoofd verrichten toen hij last had van extreme hoofdpijn (migraine) terwijl hij in de staat van Ihraam was. (Sahih Bukharie, Hadith 5701)